# Wappen der Stadt Volkach
Das Wappen der Stadt Volkach ist ein Hoheitszeichen der bayerischen Gemeinde Volkach im unterfränkischen Landkreis Kitzingen. Das Wappen wird bereits seit dem 14. Jahrhundert geführt und war im Laufe der Zeit einigen Veränderungen unterworfen.

## Blasonierung
Die aktuelle Version des Wappens wurde am 14. Oktober 1953 durch den bayerischen Minister des Inneren und stellvertretenden Ministerpräsidenten Wilhelm Hoegner genehmigt. Seit dem 12. November 1952 verwendet die Stadt Volkach ein Dienstsiegel, das ebenfalls das Wappenbild enthält. Die Blasonierung wird vom Haus der Bayerischen Geschichte leicht abgewandelt verwendet.

„Schild gespalten, vorne in Rot drei aufsteigende silberne Spitzen, hinten in Gold ein blauer Schrägfluß.“

## Wappenbegründung und Symbolik
Seit 1328 wurde erstmals der fränkische Rechen mit dem Herzogtum Franken bzw. dem Würzburger Fürstbischof Wolfram Wolfskeel von Grumbach in Verbindung gebracht, der das Zeichen in den Orten seiner Herrschaft als Herrschaftssymbol einführte. Die drei silbernen Spitzen verweisen auf die heiligste Dreifaltigkeit, die vier roten, nach unten gerichteten Spitzen sollen die vier Himmelsrichtungen symbolisieren.
Der blaue Wellenbalken auf der linken Seite stellt eine Verbindung zum Ortsnamen her. Es ist der Volkachbach dargestellt, der vom Steigerwald her kommend bei Volkach in den Main mündet. Der Main, der heute eine große Rolle für die Stadt spielt, durfte zur Zeit der Wappenverleihung von den Volkacher Bürgern nicht genutzt werden. Der goldene Grund soll die reiche naturräumliche Ausstattung und die Fruchtbarkeit der Flur versinnbildlichen.

## Wappengeschichte
Ein Volkacher Stadtwappen tauchte erstmals in den Siegeln der Stadt auf, die an Urkunden angehängt wurden und Rechtskraft besaßen. Erstmals ist es vom 14. Jahrhundert überliefert. Damals präsentierte es sich vorne mit dem fränkischen Rechen, hinten befand sich, anders als auf dem aktuellen Wappen, eine Vierung von Silber und Rot. Seit dem Jahr 1328 war die Stadtherrschaft geteilt, sodass der Würzburger Fürstbischof (mit seinem Zeichen, dem fränkischen Rechen) und die Grafen zu Castell (mit der Vierung) Ansprüche auf die Stadt erhoben. Das alte Wappen wurde in der Kirche Maria im Weingarten angebracht.
Zu Beginn des 16. Jahrhunderts erschien das Volkacher Salbuch als wichtige Rechtsquelle der Stadtgeschichte. Es enthält kein einziges Wappen. Wichtiger war das sogenannte Panier, die Stadtflagge, die als Zeichen des Schutzes auf den Türmen wehte. Eventuell verzichtete der Verfasser Niklas Brobst aus Rücksicht auf die politischen Probleme auf die Darstellung des Wappens. Inzwischen hielten vier Herren Anteile an der Stadt.
Diese Situation änderte sich im Verlauf des 16. Jahrhunderts, als die Würzburger Fürstbischöfe Volkach nach und nach ganz unter ihre Herrschaft bringen konnten. Nach Verzicht des Johann zu Castell auf seine Ansprüche auf die Stadt verschwand die Casteller Vierung aus dem Wappen Volkachs. Sie machte einem Wasserlauf, einem Symbol für die Bürgerschaft, Platz. Mit dem Wasser spielte man auf den Volkachbach an, der nahe der Stadt in den Main mündet.
Folgerichtig trug auch der Würzburger Bischof Konrad III. von Bibra den neuen Entwicklungen Rechnung und stellte Volkach am 22. Februar 1544 einen neuen Wappenbrief aus. Darin heißt es (heraldisch nicht korrekt): „Nemlich ein Schilte nach der lenge mitten entzwei abermals getheilt uber zwerg das obertheil roth und das untertheil weis alßo das der weisse theil drei zeu oder zacken uber sich in das rote theil strecke wie der reche unsers Hertzogthumbs zue francken, uff der anderen seiten ein wasserstrom der Volckach genant aber von dem rechten eck der selben seiten uber zwerg herab bis zue unterst der lincken seiten in einem gelben velde (...)“.
Inzwischen war die Gruppe der wappenführenden Personen und Institutionen stark angewachsen, sodass sogenannte Oberwappen die Wappen höhergestellter Persönlichkeiten von denen der Bürger unterschieden. Die Stadt Volkach erhielt im Wappenbrief von 1544 bereits ein solches Oberwappen zugesprochen. Es handelte sich um einen sogenannten Stechhelm, dem ein roter Bürgerhut mit weißer Stulpe aufgesetzt war. Als Helmzier dienten zwei Flügel, mit denen die Figuren des eigentlichen Wappens aufgegriffen wurden. Die Helmdecken präsentierten sich in Rot-Weiß bzw. Gelb-Blau. Auf das Oberwappen verzichtet die Stadt seit 1952.
In der Folgezeit erfuhr das verliehene Wappen mehrfache Abwandlungen. So wurde es 1573 auf dem Taufstein der Stadtpfarrkirche St. Bartholomäus ohne das Oberwappen angebracht. Auf einem Siegel von 1633 fehlt die Teilung des Schildes. Stattdessen überdeckt der Wellenbalken (heraldisch korrekt) von rechts nach links das ganze Wappen. Auf der rechten Seite wurde als Zeichen für die Stadt der Buchstabe „V“ angebracht.
Eine neue Veränderung erfuhr das Wappen der Stadt im Zuge der Säkularisation im beginnenden 19. Jahrhundert. Das Hochstift Würzburg wurde aufgelöst und Volkach Teil des Königreichs Bayern. Im Jahr 1819 genehmigte die Regierung der Stadt die Führung eines Wappens und Siegels. Allerdings hatten sich die Farben wohl im Zuge des Herrschaftswechsels verändert: Die drei Zacken blieben weiß, die Grundfarbe veränderte sich in Blau, sodass das neue Wappen die Nationalfarben Bayerns aufwies. Ebenso floss der Wellenbalken nun durch ein silbernes Feld. Die neue Farbkombination war heraldisch nicht zugelassen.
Im Jahr 1878 erhielt die Stadt durch das Hauptmünz- und Stempelamt neue Siegelstempel. Hierbei änderte man die Farben des Rechens wieder in Rot und Silber, der Wellenbalken wurde nun in Silber auf blauem Grund gestaltet. Die unhistorische Veränderung fiel im Jahr 1927 dem damaligen Volkacher Bürgermeister Josef Wächter auf und er beauftragte den Würzburger Archivar Josef Friedrich Abert mit Recherchen über das Wappen. Abert informierte Wächter bereits 1932 über die eigentliche Farbgebung. Erst 1952 korrigierte man den Fehler.

## Stadtflagge

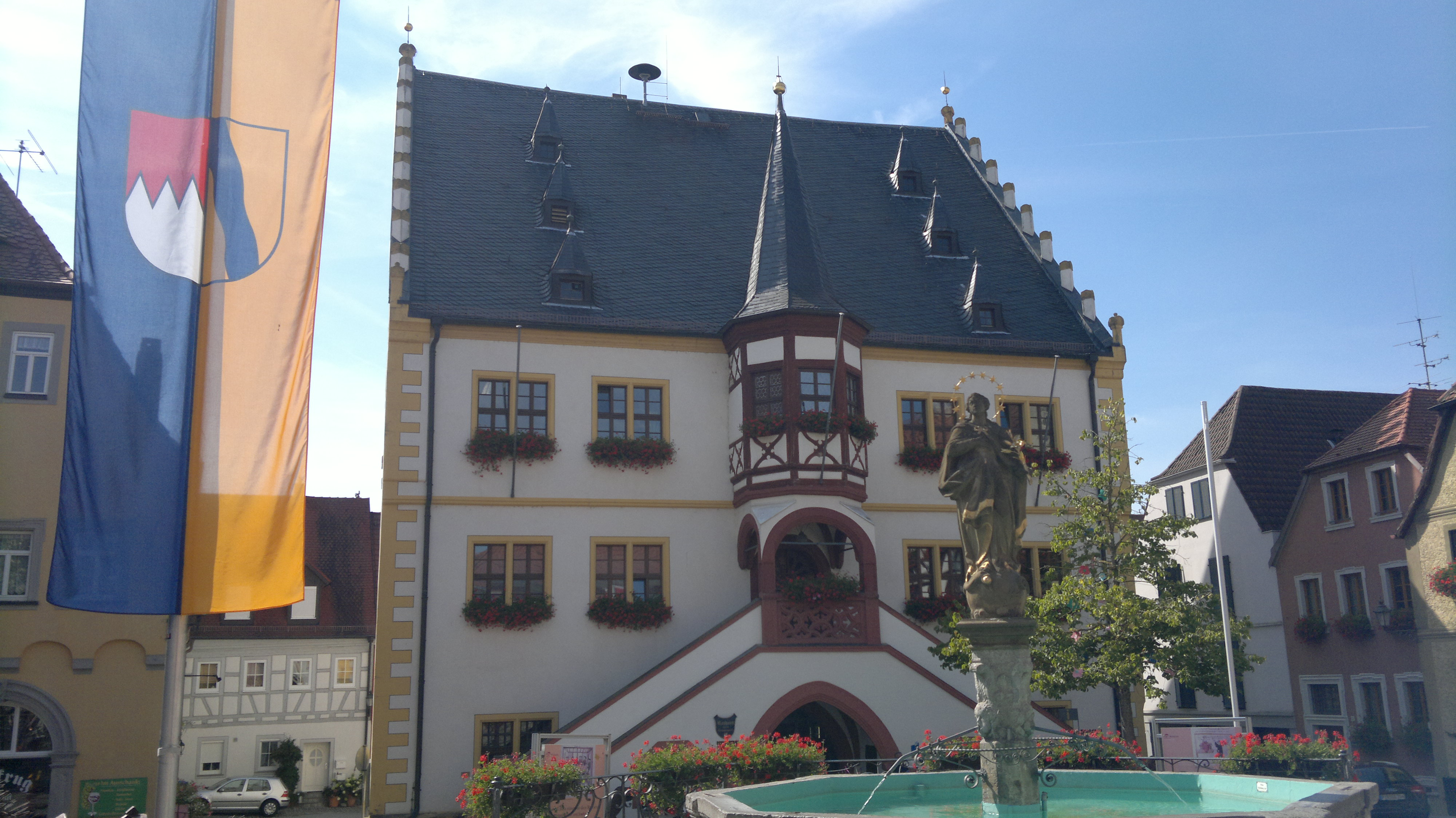
Die Stadtflagge vor dem Rathaus

Die Stadt Volkach besitzt seit dem 20. Jahrhundert eine Stadtflagge in den Stadtfarben Blau-Gelb. Zentral wurde das Wappen auf der Flagge angebracht. Die Flagge weht vor kommunalen Einrichtungen wie dem Rathaus und der Volkshochschule. Ursprünglich war die Flagge wesentlich wichtiger für die städtische Außenwahrnehmung als das Wappen. Das sogenannte Panier verwies auf den Stadtrechtsverleiher und war an Türmen angebracht.
Im Volkacher Salbuch des Niklas Brobst taucht die Volkacher Stadtflagge an zwei Stellen auf. Zum einen diente sie als Erkennungszeichen für das Volkacher Aufgebot, das aus den Schützen der Gemeinde bestand. Zum anderen wehte die Flagge als Marktbanner an den Tortürmen der Stadt, um den Marktschutz zu versinnbildlichen. Das Banner wies noch im 16. Jahrhundert eine Vierung von rot und weiß auf und spielt auf die Verbindung zum Haus Castell bzw. dessen Vertreter Hermann zu Castell an, der als Stadtgründer Volkachs galt.

## Wappen der Ortsteile
Alle Ortsteile mit eigener Gemarkung besitzen heute Wappen bzw. Wappensignets. Mit Ausnahme dreier Orte, die bereits vor der Gemeindegebietsreform in den 1970er Jahren ihre Wappen beantragten, erhielten die Ortsteile erst später sogenannte Signets, die als Identifikationsobjekte wohl auch geschaffen wurden, um die verlorene Selbstständigkeit auszugleichen. Die Wappen dienen heute keinem offiziellen Zweck mehr und werden vor allem in der Werbung für örtliche Veranstaltungen eingesetzt.

### Vor der Gebietsreform
Die drei Ortsteile Astheim, Dimbach und Fahr führten allesamt bereits vor der Gemeindegebietsreform ein Wappen. Alle drei besaßen bereits lange vor dem 20. Jahrhundert Erkennungszeichen, die zumeist auf Siegeln überliefert wurden. Astheim stieg bereits im 15. Jahrhundert zu einem Ort mit Marktrecht auf und erhielt deshalb wohl als erstes ein Siegel. Alle drei ehemaligen Gemeinden spielen mit der Farbgebung Rot und Weiß (heraldisch korrekt: Silber) auf die historische Zugehörigkeit zum Hochstift Würzburg an.
| Wappen | Stadtteil | Eingemeindet    | Beschreibung | Eingeführt      |
| ------ | --------- | --------------- | --- | --------------- |
| Wappen | Astheim   | 1. Januar 1972  | Blasonierung: „Schild gespalten; vorne in Silber zwei blaue Pfähle, hinten in Rot auf silbernem Berg ein gestümmelter silberner Ast.“ Das Wappen wurde von Friedrich Merzbacher angefertigt und lehnt sich an das Dorfsiegel Astheims an, das bereits aus dem Jahr 1509 als „Dorffs gemein Insigell“ überliefert ist. Das Wappen weist auf die Herrschaft der Herren von Seinsheim über das Dorf hin, deren Familienwappen ebenfalls die Spaltung in Silber und Blau zeigt. Der Ast ist auf den Namen des Dorfes zurückzuführen. Die Tingierung in Rot und Silber verweist auf das Hochstift Würzburg, dessen Wappen ebenfalls diese Farbgebung aufweist.                                                                                         | 3. Januar 1952  |
| Wappen | Dimbach   | 1. Oktober 1977 | Blasonierung: „Gespalten; vorne geteilt von Gold und Blau, oben ein blauer Wellenpfahl, unten ein silberner Balken, der von drei 2 zu 1 gestellten, sechsstrahligen, silbernen Sternen begleitet ist; hinten in Rot drei silberne Spitzen.“ Das Wappen geht auf ein Siegel von 1810 zurück, das sich die Gemeinde nach der Säkularisation gab. Die drei roten Spitzen weisen als fränkischer Rechen auf das Herzogtum Franken hin, in dem Dimbach lange Zeit lag. Der silberne Balken mit den drei Sternen ist dem Wappen des Judas Thaddäus Sigerst entlehnt, der als letzter Abt des Klosters Münsterschwarzach vor der Säkularisation die Verbindung zur Abtei symbolisiert. Der Wellenpfahl verweist auf die Gewässer auf Dimbacher Gemarkung | 5. Februar 1969 |
| Wappen | Fahr      | 1. Mai 1978     | Blasonierung: „In Rot zwei gekreuzte silberne Ruder.“ Die beiden gekreuzten Ruder weisen auf die Fähre im Ort hin, die ursprünglich mit ebensolchen Rudern genutzt wurde. Als der „gemeine Fahr“ das Fährrecht erteilt wurde, durfte sie das Ortssiegel führen. Die Farben verweisen auf das Hochstift Würzburg. | unklar          |

### Nach der Gebietsreform
Weitere sieben Wappen entstanden nach der Gemeindegebietsreform, wobei auch sie teilweise Vorgänger in den Siegeln der jeweiligen Gemeinde besitzen. Die Wappen von Eichfeld, Gaibach und Rimbach verweisen auf die herrschaftlichen Zugehörigkeiten in Mittelalter und Früher Neuzeit und spielen mit ihren Tingierungen auf die Grafen zu Castell bzw. von Schönborn an. Bei den Wappen von Eichfeld, Köhler, Krautheim und Rimbach wurden redende Wappen geschaffen, die auf den Ortsnamen verweisen.
| Wappen | Stadtteil   | Eingemeindet    | Beschreibung |
| ------ | ----------- | --------------- | --- |
| Wappen | Eichfeld    | 1. Juli 1972    | Blasonierung: „In Silber drei wachsende, grüne Eichen; darunter ein rotes Prankenkreuz.“ Das Wappen lehnt sich an die Geschichte von Eichfeld an. Die drei grünen Eichen sind auf den Namen des Dorfes zurückzuführen. Das rote Kreuz auf silbernem Grund geht auf das Wappen der ehemaligen Dorfherren, der Grafen zu Castell ein, das ebenfalls die Farben Silber und Rot aufweist. |
| Wappen | Escherndorf | 1. Januar 1972  | Blasonierung: „Geteilt; oben in Blau wachsend der heilige Johannes Baptist mit goldener Gloriole, in der Rechten ein braunes Kreuz mit einem goldenen Band, in der Linken ein goldenes, rechtsgewandtes Lamm auf einem Buch; unten in silber zwei Medaillons, rechts in Rot drei silberne Spitzen, links in braun ein goldenes Kreuz.“ Das Wappen verweist auf die Geschichte des Dorfes. Der heilige Johannes ist der Kirchenpatron des Dorfes, seine Attribute kennzeichnen den Heiligen. Er war als Patron der Winzer für die Wurzelbildung der Rebstöcke verantwortlich. Das Medaillon mit dem Wappen des Hochstifts Würzburg, dem Fränkischen Rechen, geht auf die historische Zugehörigkeit des Ortes ein. |
| Wappen | Gaibach     | 1. Oktober 1978 | Blasonierung: „In Rot ein goldener Balken, im ganzen überdeckt mit einem schrägrechten, blauen Wellenbalken.“ Das Wappen von Gaibach lehnt sich an das der Grafen von Schönborn an, die lange Zeit die Dorfherrschaft über Gaibach innehatten. Die Wappenfarben Rot und Gold weisen auf das Stammwappen der Grafen hin, das in rot einen schreitenden, goldenen Löwen zeigt. Der schrägrechte Wellenbalken symbolisiert die Zugehörigkeit zur Stadt Volkach, dieser Balken befindet sich auch in deren Wappen. |
| Wappen | Köhler      | 1. Juli 1972    | Blasonierung: „Geteilt von Blau und Schwarz; oben ein goldener Halbkreis, darin ein roter Balken gerahmt von fünf, zwei zu drei gestellten, roten Kugeln; unten ein verkehrter silberner Treppengiebel.“ Das Wappen verweist, historisch nicht korrekt, auf den Namen des Dorfes. Die roten Kugeln und der Balken sind ein Hinweis auf die Tätigkeiten des Köhlers, der Holz in Holzkohle umwandelt und dabei die Entwaldung vorantreibt. Der Treppengiebel soll auf die Erosionsrinne hinweisen, in der das Dorf liegt. |
| Wappen | Krautheim   | 1. Januar 1977  | Blasonierung: „In Blau eine rote Blume mit gelbem Butzen und drei, zwei zu eins gestellten, grünen Blättern.“ Die Herkunft des Wappens ist unklar. Wahrscheinlich weist die Blüte auf die Lutherrose hin, die allerdings eine andere Farbgebung besitzt (lediglich das Blau stimmt). Vielleicht ist sie auch ein Hinweis auf den Namen des Ortes. |
| Wappen | Obervolkach | 1. Januar 1978  | Blasonierung: „Geteilt; oben in Gelb ein blauer Wellenbalken; unten in Rot drei silberne Spitzen.“ Das Wappen von Obervolkach lehnt sich in seinem Aufbau und seiner Tingierung eng an das der Schwestersiedlung Volkach an. Der Wellenbalken weist auf den Volkachbach hin, der durch das Dorf fließt. Die drei roten Spitzen sind dem Fränkischen Rechen als Wappen Frankens entlehnt. |
| Wappen | Rimbach     | 1. Juli 1977    | Blasonierung: „In Gelb, gespalten durch einen dicken schwarzen Wellenbalken, zwei rote Rinderhörner, einander zugewandt.“ Das Wappen der ehemaligen Gemeinde lehnt sich an das der Grafen von Schönborn an, die lange Zeit die Dorfherrschaft über Rimbach innehatten. Die Farben rot und gelb sind Hinweise auf das Stammwappen der Grafen, das in rot einen schreitenden, goldenen Löwen zeigt. Die Rinderhörner geben Hinweise auf den Namen Rimbach, der häufig mit einem dort ansässigen Rinderhof in Verbindung gebracht wurde. |

## Weitere Wappen (Auswahl)
Neben den städtischen Wappen haben sich in Volkach und seinen Ortsteilen noch viele weitere Wappen erhalten. Zumeist entstammen sie der Frühen Neuzeit und können individuellen Personen oder Institutionen (z. B. Klöstern) zugeordnet werden. Besonders alt sind die individuellen Zeichen der Würzburger Fürstbischöfe bzw. der anderen Ortsherren. Später erhielt auch der Niederadel eigene Erkennungszeichen. Die Bürgerschaft beschränkte sich zunächst auf Initialen-Wappen, im 18. Jahrhundert nahm die Zahl echter Bürgerwappen insbesondere in der Stadt Volkach zu.

### In Volkach

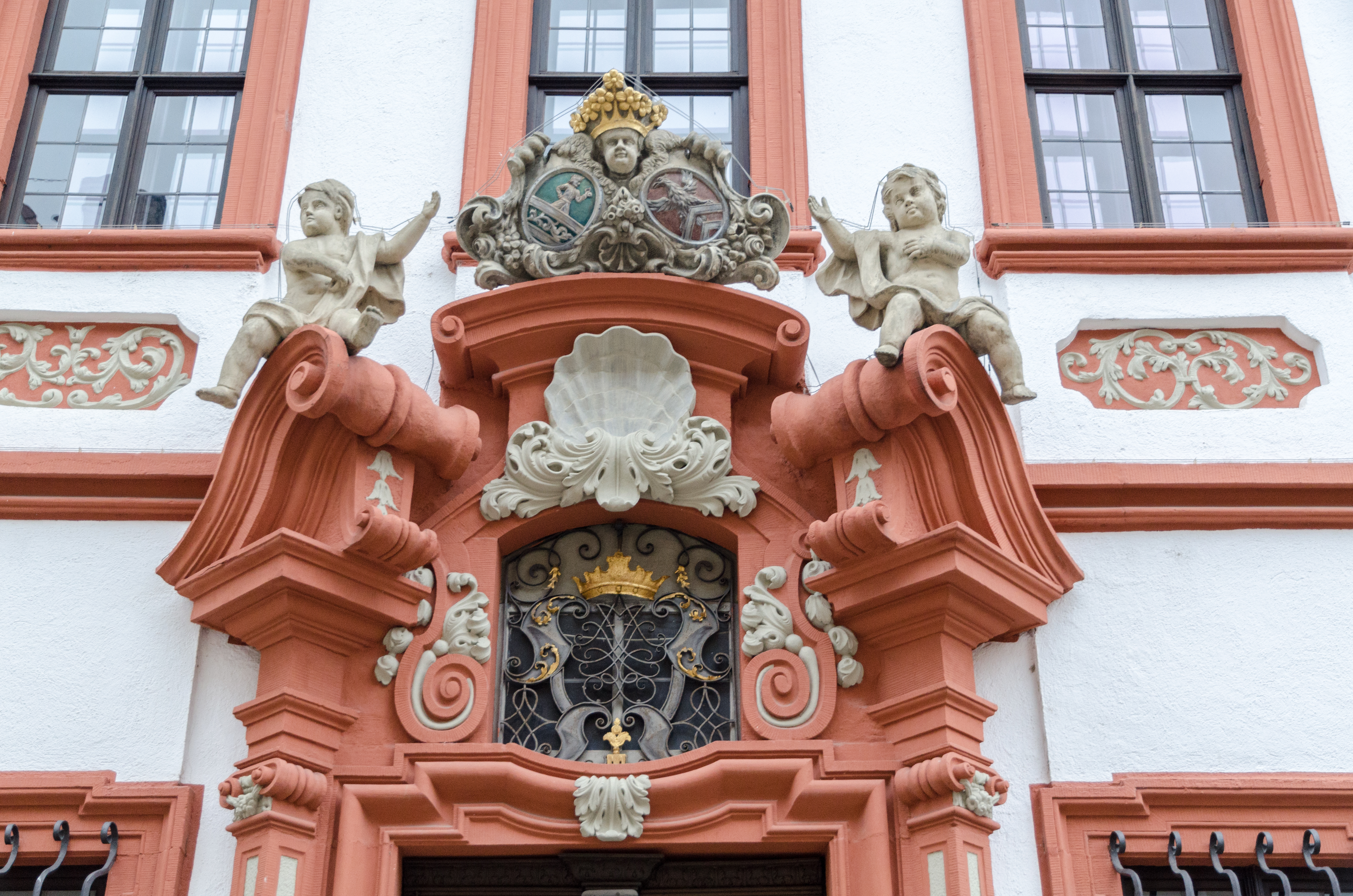
Allianzwappen Schelf-Balbus am Schelfenhaus

Besonders viele Wappen haben sich in der Kernstadt von den Würzburger Fürstbischöfen erhalten, die ab 1520 die alleinige Stadtherrschaft innehatten. Am Turm der Stadtpfarrkirche St. Bartholomäus brachte allerdings bereits im 15. Jahrhundert Lorenz von Bibra sein persönliches Wappen an. Am Oberen Tor hat sich das Wappen des Fürstbischofs Julius Echter von Mespelbrunn erhalten, der die Stadtmauer erneuern ließ und auch einige Repräsentationsbauten in Volkach errichtete. → siehe auch: St. Bartholomäus und St. Georg (Volkach) und Oberes Tor (Volkach)
Bürgerliche Zeichen tauchen seit dem 16. Jahrhundert in der Stadt auf. So verewigten sich im Jahr 1574 zwei Bürger mit ihren Wappen am Haus Hauptstraße 22, der ehemaligen Marktapotheke, neben dem (fehlerhaft renovierten) Wappen des Bischofs Julius Echter. Außen an der Herrenmühle brachten dann 1589 die Volkacher Bürger Valtin Rönert und Hans Knöringer ihr persönliches Wappen an, da die Mühle vom Rat der Stadt für ihre Bewohner errichtet worden war. → siehe auch: Herrenmühle (Volkach)
Mit dem Aufstieg einzelner Weinhändlerfamilien im 18. Jahrhundert differenzierten sich auch die bürgerlichen Wappen aus. Besonders eindrucksvoll ist das Allianzwappen am Portal des Schelfenhauses, das den Stolz der Familien Schelf-Balbus zementiert. Ein ähnlich prächtiges Wappen brachte man am Haus Hauptstraße 11 an, das der Stammsitz der Familie Degen gewesen ist. Die einzelnen Mitglieder der Familien trugen ihre Wappen auch in die Welt, so griff das persönliche Wappen des Abtes Christophorus Balbus das Familienwappen auf. → siehe auch: Schelfenhaus (Volkach)

### In den Ortsteilen
In Astheim haben sich mehrere Wappen erhalten, die auf die ehemalige Kartause Marienbrück verweisen. Sie wurden am ehemaligen Eingangsportal der Kartause in der Ortsmitte angebracht. Unter anderem ist hier auch ein Wappen der Herren von Seinsheim/Schwarzenberg zu sehen, die federführend bei der Gründung des Kartäuserklosters war. Ein weiteres, redendes Wappen, findet sich am ehemaligen Priorat. An der Kreisstraße KT 31 hat sich außerdem ein Bildstock erhalten, auf dem, neben dem Gemeindewappen, zwei Bürgerwappen verewigt wurden. → siehe auch: Kartause Astheim und Kreuzigungsbildstock (Astheim, 1597)
Im ehemaligen Klosterdorf Dimbach hat sich das persönliche Wappen des Münsterschwarzacher Prälaten Augustin Voit erhalten. Die Altäre der Dorfkirche stammen aus dem Kloster und wurden im Auszug mit dem Wappen verziert. Am Eichfelder Friedhofsportal brachte man dagegen das Wappen des Dorfherren Georg II. zu Castell und seiner Ehefrau Sophia Schenkin zu Limpurg-Speckfeld an. Sophia war verstorben und Georg ließ ihr zu Ehren das Portal setzen. In Obervolkach wurden am Friedhofsportal frühe Bürgerwappen angebracht. → siehe auch: Friedhofsportal (Eichfeld) und Michaelskapelle (Obervolkach)
Mehrere Wappen der Ebracher Äbte sind am sogenannten Elgersheimer Hof im gleichnamigen Volkacher Ortsteil zu finden. Der Hof war lange Zeit Verwaltungssitz des Zisterzienserklosters und wurde von den Äbten immer wieder erneuert. Escherndorf dagegen gehörte jahrhundertelang zum Hochstift Würzburg. Hier trieb auch Julius Echter von Mespelbrunn die Gegenreformation voran und ließ eine Pfarrei einrichten, die kurze Zeit später ein neues Gotteshaus erhielt. Das Wappen des Fürstbischofs wurde deshalb auch am Taufstein und oberhalb des Portals angebracht. In Köhler verewigte sich Echter auf einem Bildstock. → siehe auch: Elgersheimer Hof, St. Johannes Baptist (Escherndorf) und Kreuzigungsbildstock (Köhler)
In Gaibach entwickelten die Grafen von Schönborn großen Einfluss und machten den Ort im 18. Jahrhundert zu einer ihrer wichtigsten Besitzungen. Deswegen hat sich hier mehrmals der schreitende Löwe als Zeichen der ehemaligen Ortsherren erhalten. Ein gemehrtes Wappen wurde an der sogenannten Kreuzkapelle am Sonnenberg angebracht. In Rimbach, das ebenfalls lange Zeit zum Einflussgebiet der Herren von Schönborn gehörte haben sich dagegen keine Wappen erhalten. Stattdessen sind in der Georgskirche Epitaphien erhalten, die auf die Zollner von der Hallburg verweisen. → siehe auch: Heilig-Kreuz-Kapelle (Gaibach) und St. Georg (Rimbach)
Epitaphien wurden zumeist mit einer sogenannten Ahnenprobe versehen, die durch die Wappen der Vorfahren versinnbildlicht wurde. In Krautheim haben sich einige besonders eindrucksvolle Epitaphien in einer Halle vor der Kirche erhalten. Sie verweisen auf unterschiedliche, zumeist niederadlige fränkische Geschlechter. Mehrere dieser Geschlechter hatten ihren Sitz auch auf dem heutigen Stadtgebiet, so wurde, neben den Zollnern, auch den Herren von Stettenberg ein eigenes Wappen zugeordnet. → siehe auch: Evangelische Kirche (Krautheim)

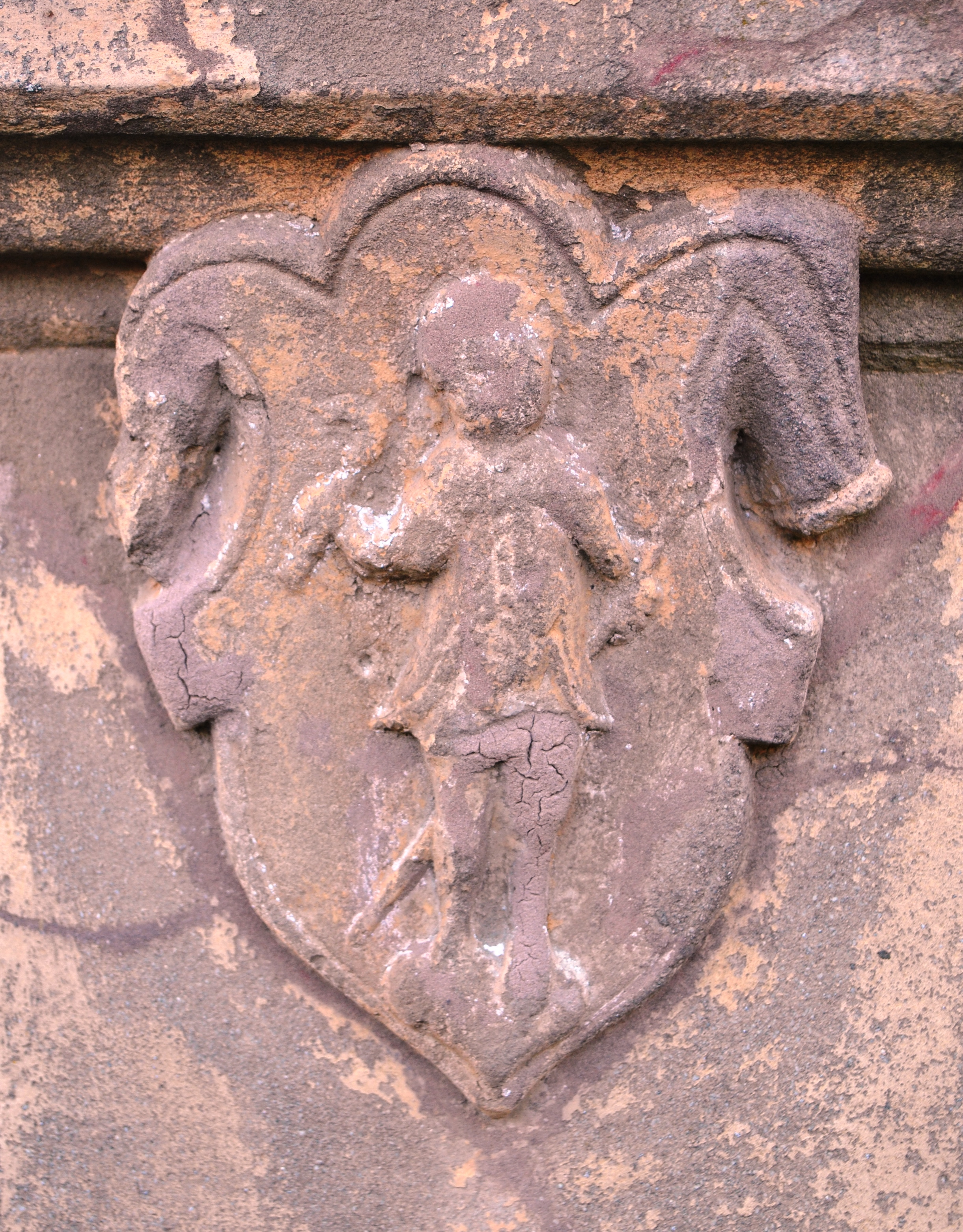
Bürgerwappen am Bildstock in Astheim
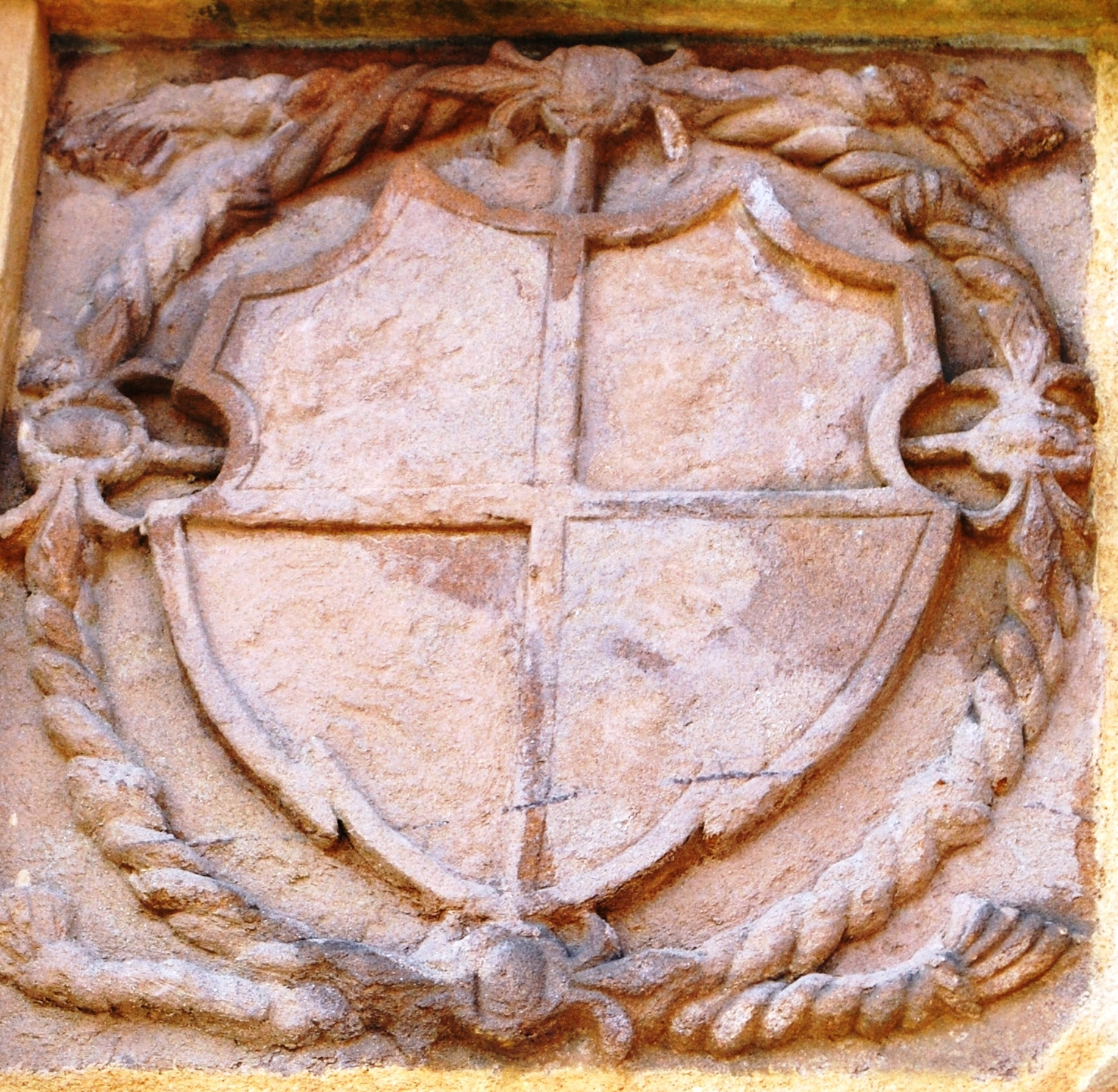
Wappen am Friedhofsportal in Eichfeld
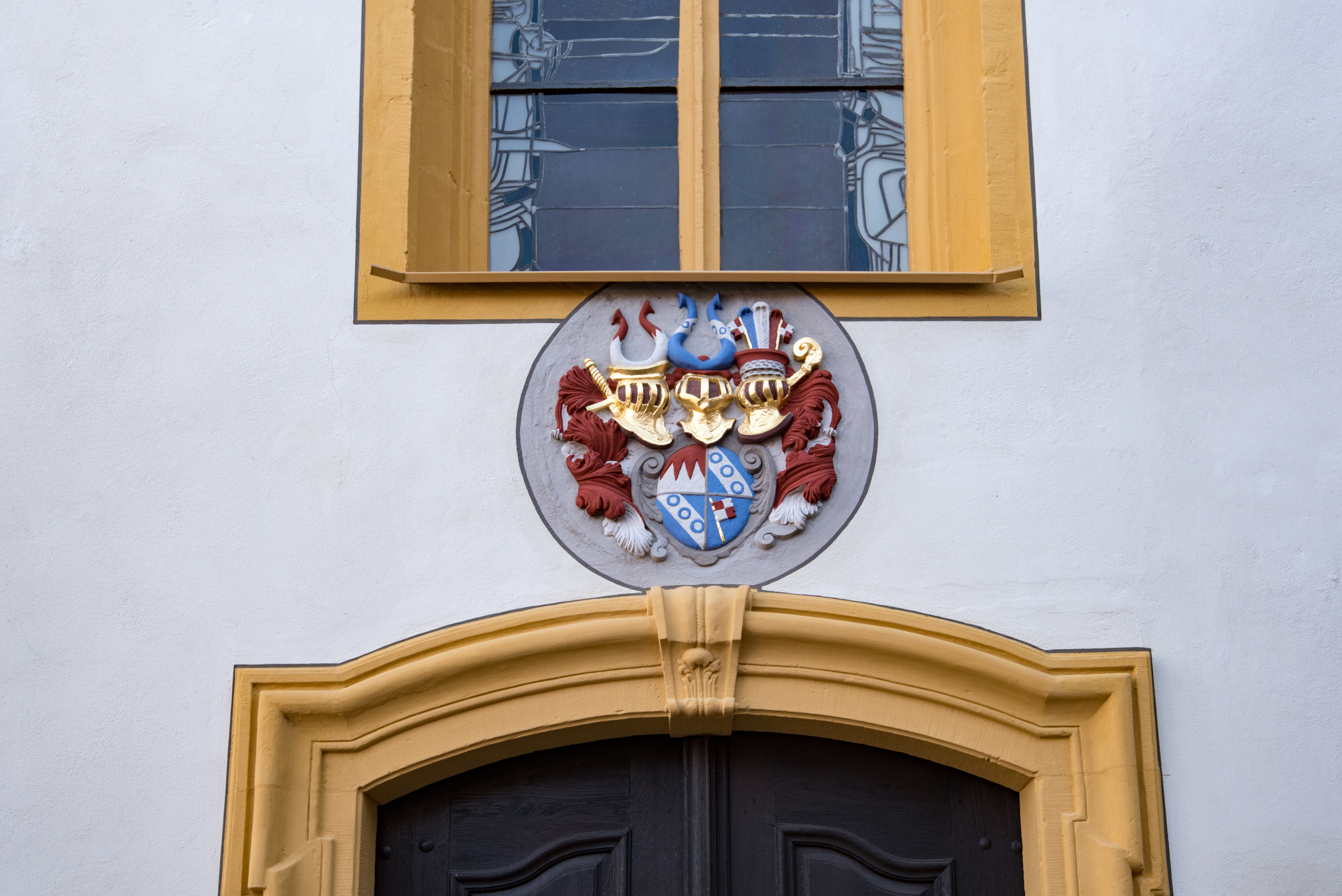
Wappen Julius Echter am Escherndorfer Kirchenportal
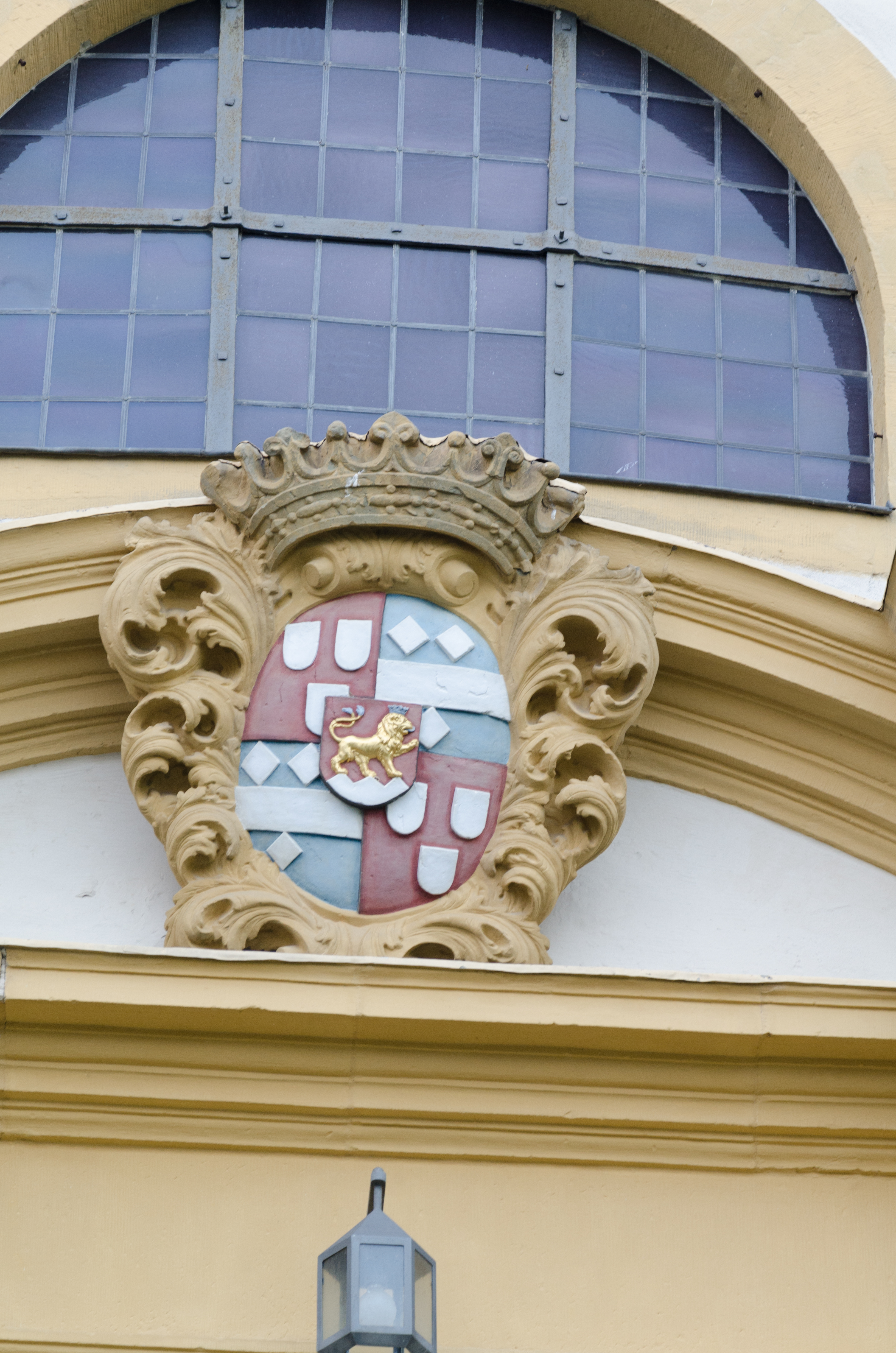
Wappen an der Kreuzkapelle in Gaibach
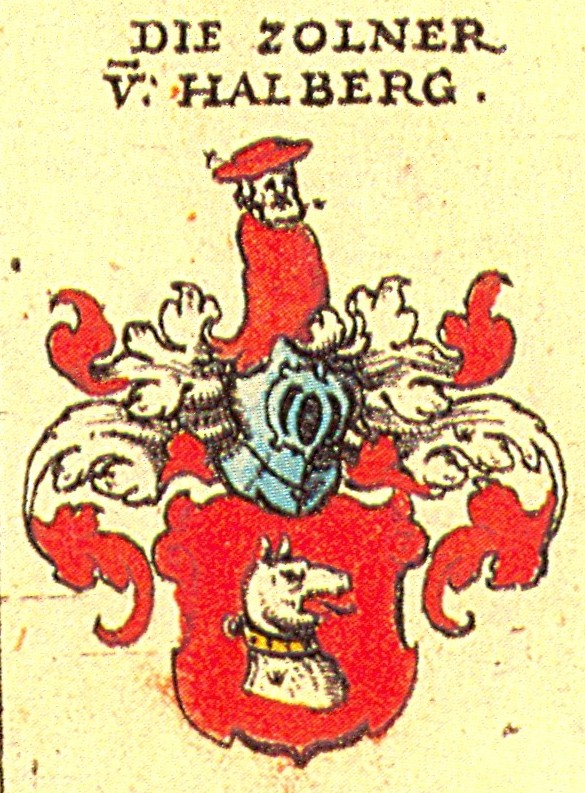
Familienwappen der Zollner von der Hallburg
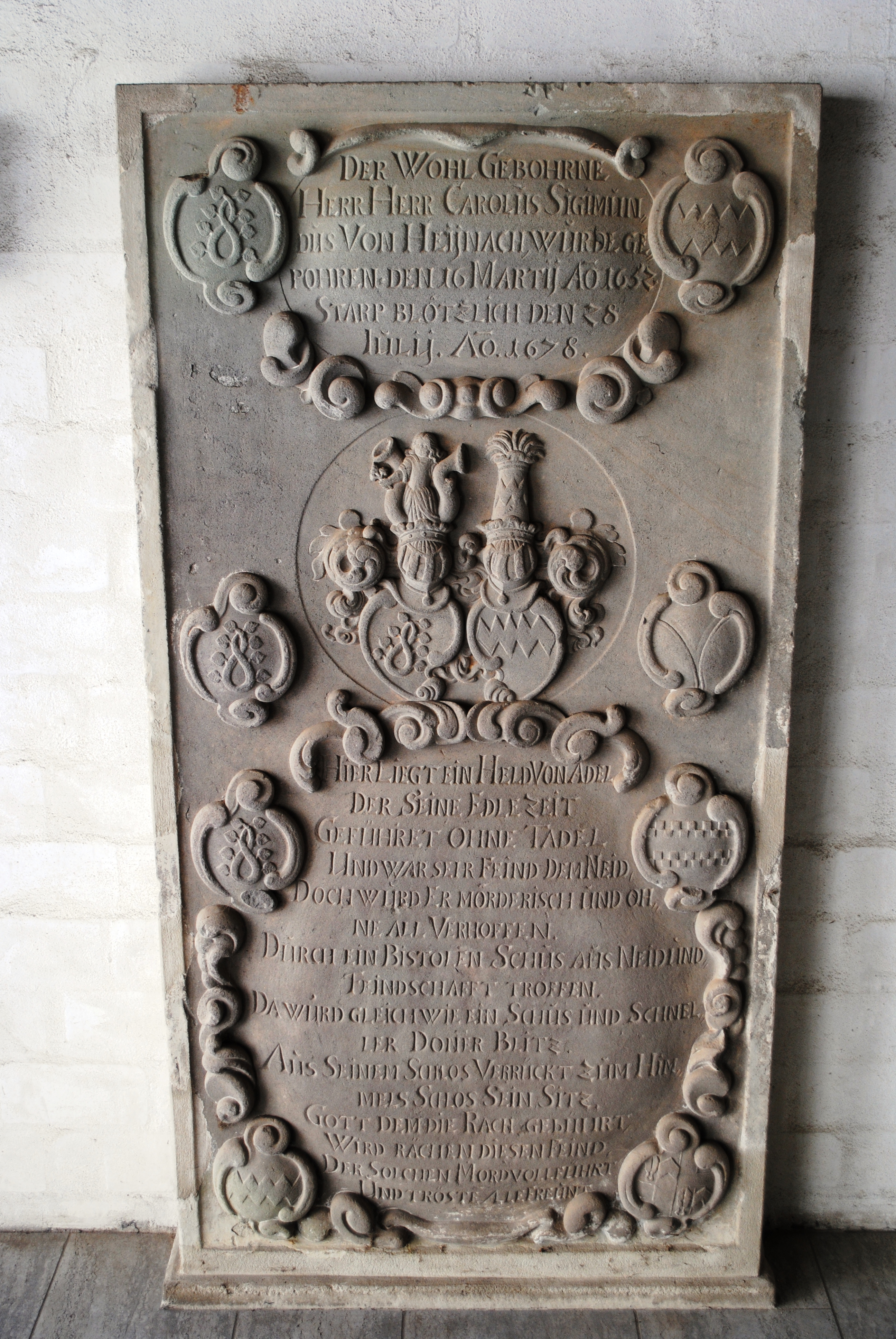
Epitaphwappen vor der Krautheimer Kirche
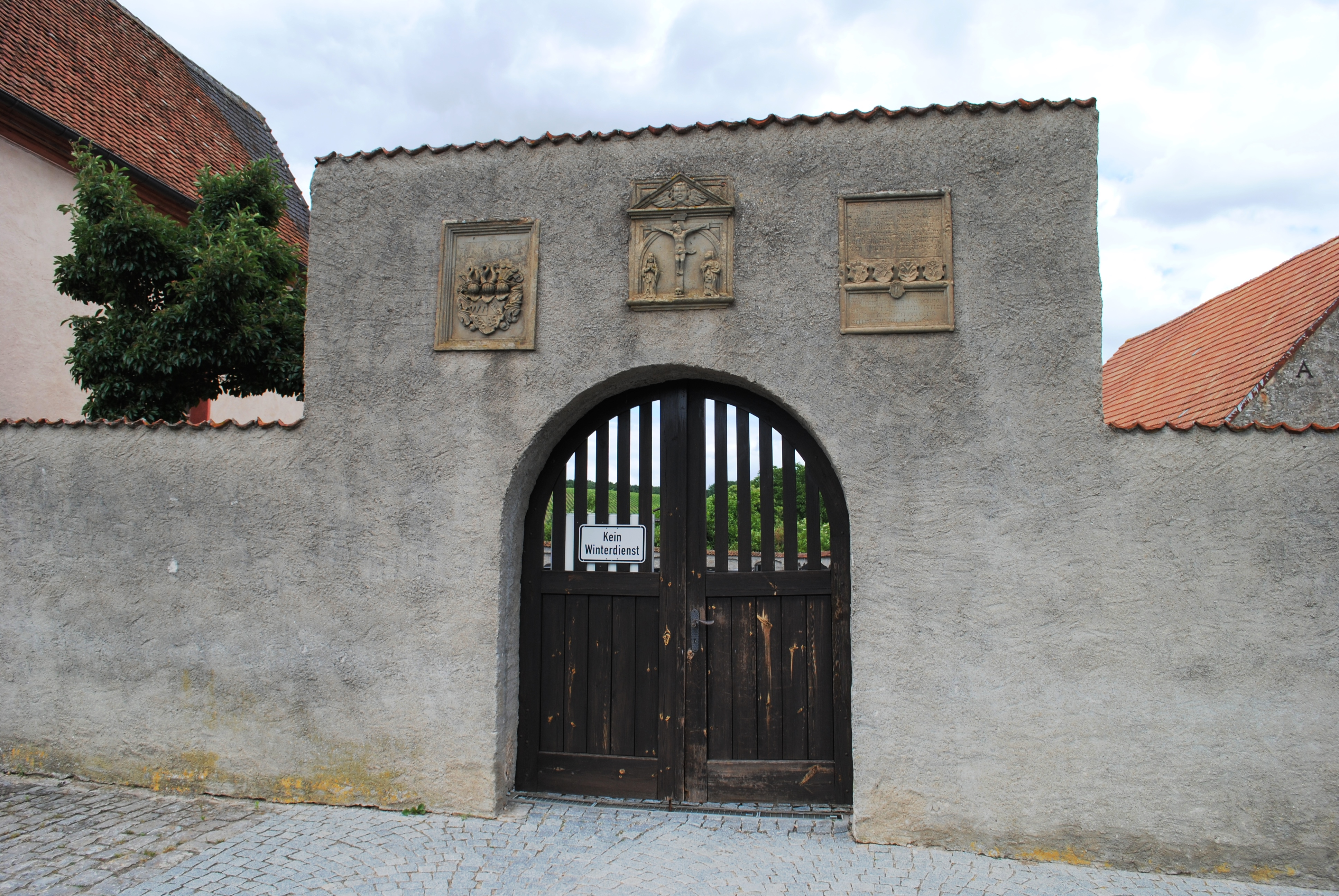
Wappenkartuschen am Obervolkacher Friedhof